# Adrien-Marie Legendre

Adrien-Marie Legendres vapen

Adrien-Marie Legendre, född 18 september 1752, död 10 januari 1833 var en fransk matematiker. Han gjorde viktiga framsteg inom  statistiken, talteorin, den abstrakta algebran och den matematiska analysen. Hans namn tillhör de 72 som är ingraverade på Eiffeltornet.

## Biografi
Legendre blev redan vid unga år professor i matematik vid militärskolan, senare vid École normale i Paris samt 1783 medlem av Franska vetenskapsakademien. För att kontrollera ortsbestämningen för Greenwich och Paris utförde han 1787 i förening med Cassini och Méchain, enligt offentligt uppdrag, mätningen av en breddgrad mellan Dunkerque och Boulogne. Han blev senare medlem av Bureau des longitudes, ledamot på livstid av universitetets styrelse 1808 och examinator i Polytekniska skolan 1816. 
Legendre var en framstående matematiker och verksam på flera skilda områden av sin vetenskap. Så utförde han djupgående undersökningar rörande teorin för elliptiska sfäroiders attraktion, framställde en metod för beräknande av kometbanor och bidrog väsentligen till geodesins utveckling. Vid dessa arbeten kom han att behandla även flera viktiga frågor hörande till den rena matematiken, såsom minsta kvadratmetoden, potentialfunktionen och de så kallade klotfunktionerna, vid vilka frågor man delvis har honom att tacka för en första förberedande utredning, fast senare behandlades de utförligare av Laplace. 
Företrädesvis bearbetade Legendre dock talteorin och teorin för elliptiska integraler. Inom talteorin, åt vilken han ägnat arbetet La théorie des nombres (1798), upptäckte han ett stort antal satser, bland dem särskilt den fundamentala "reciprocitetslagen för kvadratiska rester". Beträffande teorin för de elliptiska integralerna var Legendre den förste, som systematiserade de av Euler, Landen och Lagrange funna resultaten samt reducerade alla hithörande integraler till tre kanoniska former. Bland de av honom själv angivna satserna kan nämnas multiplikationsteoremet för talet 3, vilket Legendre visade kunna återföras till en dubbel transformation genom substitutionen av en rationell funktion av 3:e graden.